# David Prophet
Pas d'image ? Cliquez ici
David Prophet (né le 9 octobre 1937 à Hong Kong et mort le 20 mars 1981 à Silverstone, Northamptonshire) est un ancien pilote automobile britannique. 

## Biographie
Au début des années 1960, David Prophet se lance dans la compétition automobile sur circuit, en Formule Junior. Pour la saison 1963, il achète une Brabham BT6 de Formule Junior sur laquelle il adapte un moteur de Ford Consul préparé pour la compétition. C'est avec cette monoplace qu'il dispute sa première course de Formule 1, sur le circuit de Karlskoga, en Suède. 
Après avoir terminé sixième du Grand Prix du Rand 1963, à Kyalami, il aligne sa Brabham au Grand Prix d'Afrique du Sud, sa première participation au championnat du monde se soldant par un abandon. 
Prophet va ensuite effectuer quelques saisons de Formule 2 en Europe, participant également à des courses d'endurance. Il a entre-temps tenté une nouvelle fois tenté sa chance en championnat du monde F1, obtenant une modeste quatorzième place lors du Grand Prix d'Afrique du Sud 1965, toujours sur Brabham. Il terminera sa carrière sportive en Formule 5000, au début des années 1970.
C'est après avoir assisté à un meeting sportif sur le circuit de Silverstone qu'il fut victime d'un accident d'hélicoptère, au printemps 1981.